# Lancaster (New York)
Pour les articles homonymes, voir Lancaster.
Ne doit pas être confondu avec Lancaster (village, New York).
Lancaster est une ville américaine du comté d'Érié dans l'État de New York. Lors du recensement de 2010, sa population est de 41 604 habitants.
La Town of Lancaster devient une municipalité indépendante de Clarence en 1833. En 1857, la partie sud de Lancaster forme Elma. La municipalité inclut le village de Lancaster (formé en 1849 et comptant 10 352 habitants) et une partie de Depew (formé en 1894 et comptant 15 303 habitants). Elle s'étend sur 37,94 milles carrés (98,26 km2), dont 0,23 milles carrés (0,6 km2) d'étendues d'eau.
À proximité de la ville, se trouve la communauté Amish.[réf. nécessaire]